# Bečovský potok (přítok Teplé)
Bečovský potok (též Tříslový potok) je pravostranným přítokem Teplé ve Slavkovském lese v okrese Karlovy Vary v Karlovarském kraji. Délka toku měří 5,1 km. Plocha jeho povodí měří 10,1 km².

## Průběh toku
Potok pramení u východního okraje Slavkovské lesa v lesích mezi Bečovem nad Teplou a Krásným Údolím. Jeho pramen se nachází v nadmořské výšce okolo 690 metrů. Od pramene teče lesní krajinou západním směrem a přitéká do Evropsky významné lokality Bečovské lesní rybníky s mnoha chráněnými druhy rostlin a živočichů, na území, které je pravidelným lovištěm čápa černého (Ciconia nigra). Balvanitým údolím teče potok do Bečova nad Teplou, kde se pod bečovským hradem a zámkem vlévá do Teplé na jejím 26 říčním kilometru. .